# 요이치정

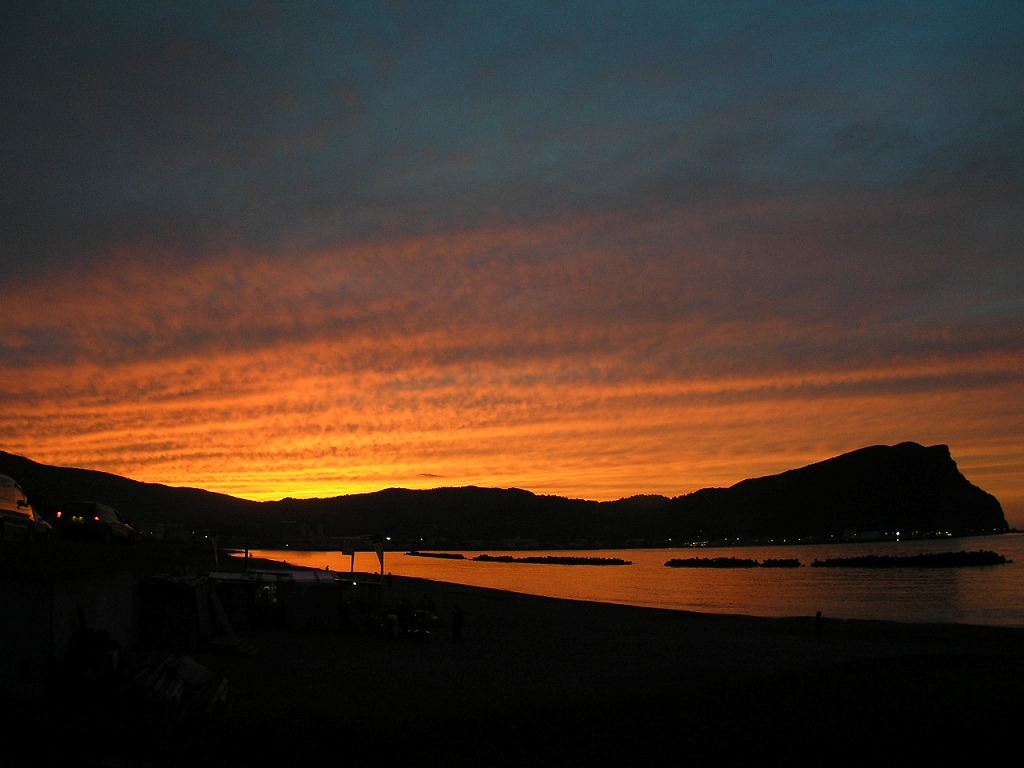
시피라곶

요이치정(일본어: 余市町)은 일본 홋카이도 시리베시 종합진흥국 관내의 요이치군에 속한 정이다. 샤코탄반도의 밑부분에 위치하고 요이치강 상류를 중심으로 예로부터 발전해 온 정이다. 북쪽으로 동해, 동쪽으로 오타루시와 접한다. 또 남쪽으로 접하는 니키정과 아카이가와촌, 서쪽으로 접하는 후루비라정, 한층 더 서쪽에 있는 샤코탄정과 함께 ‘북시리베시 5정촌’(北後志五町村)으로 불리고 인구 2만여 명의 요이치정이 지구 인구의 과반을 차지한다.
에도 시대부터 다이쇼 시대에 걸쳐 동해에서 융성한 청어잡이의 주요 거점 중 하나이며, 메이지 시대에는 일본에서 처음으로 민간 농가가 사과 재배에 성공하는 등 현재도 어업과 농업(특히 과수 농업)이 함께 번성한 땅이다.

## 지리
정의 중앙을 북쪽으로 흐르고 동해로 흘러드는 요이치강의 하류 평야를 중심으로 그 동서의 해안과 안쪽의 산지를 관할한다.
요이치강 동쪽은 강가의 구로카와 지구와 북방 해안의 오카와 지구 일부가 시가지를 이루어 주택도 많다. 또 동부는 와인 포도나 사과 농원 지대를 이룬다. 삿포로-오타루-요이치-니키를 지나 도난 지방을 향하는 JR 하코다테 본선과 국도 5호선이 통과한다.
요이치강의 바로 서쪽에는 눗치강이 흐르고 하류가 전통적인 항구도시를 이루며, 홋카이도립 중앙수산시험장이 있다. 이 서쪽으로 요이치정을 대표하는 풍경인 시리파곶이 있다. 한층 더 서쪽의 후루비라 방면으로 나아가면 험한 절벽이 있어 자연의 경승을 이루는 해안을 많이 볼 수 있다. 이 근처는 니세코 샤코탄 오타루 해안 국립공원의 일부이다.

## 역사
에도 시대 중기 이후에는 근해에 서식하는 청어의 중심적 어장으로 발전했다. 그러나 어획량은 메이지·다이쇼 시기를 정점으로 줄어들었다.
- 1900년 7월 1일 - 11개 정촌이 합병해 요이치정이 되었다.
- 1920년 - 인구가 16,809명에 이르러 도내 유수의 항구도시였던 모습이 엿보인다.
- 1954년 - 이 해의 3월 하순을 마지막으로 청어잡이는 중단되었다.

## 산업
농업에서는 과수 재배가 번성하고 포도(와인 가공용, 식용 모두), 사과, 배의 생산량으로는 도내 1위이다. 또 청어잡이가 끊어지고 나서도 어업은 더욱 번성해 현재 어획물의 중심은 오징어·새우·가자미·대구·연어 등이다. 또 양식업으로의 전환을 도모해 넙치·송어 등 고급 생선의 생산도 증가하고 있다.

## 기후
| 요이치정의 기후                                              | 요이치정의 기후 | 요이치정의 기후 | 요이치정의 기후 | 요이치정의 기후 | 요이치정의 기후 | 요이치정의 기후 | 요이치정의 기후 | 요이치정의 기후 | 요이치정의 기후 | 요이치정의 기후 | 요이치정의 기후 | 요이치정의 기후 | 요이치정의 기후 |
| 월                                                           | 1월             | 2월             | 3월             | 4월             | 5월             | 6월             | 7월             | 8월             | 9월             | 10월            | 11월            | 12월            | 연간            |
| ------------------------------------------------------------ | --------------- | --------------- | --------------- | --------------- | --------------- | --------------- | --------------- | --------------- | --------------- | --------------- | --------------- | --------------- | --------------- |
| 역대 최고 기온 °C (°F)                                       | 8.8 (47.8)      | 12.2 (54.0)     | 15.2 (59.4)     | 27.2 (81.0)     | 34.5 (94.1)     | 33.5 (92.3)     | 34.6 (94.3)     | 34.9 (94.8)     | 32.6 (90.7)     | 25.7 (78.3)     | 21.0 (69.8)     | 15.0 (59.0)     | 34.9 (94.8)     |
| 일평균 최고 기온 °C (°F)                                     | −0.5 (31.1)     | 0.2 (32.4)      | 4.0 (39.2)      | 10.8 (51.4)     | 17.3 (63.1)     | 21.2 (70.2)     | 24.8 (76.6)     | 26.0 (78.8)     | 22.4 (72.3)     | 15.9 (60.6)     | 8.2 (46.8)      | 1.5 (34.7)      | 12.6 (54.8)     |
| 일일 평균 기온 °C (°F)                                       | −3.8 (25.2)     | −3.3 (26.1)     | 0.4 (32.7)      | 6.3 (43.3)      | 12.1 (53.8)     | 16.2 (61.2)     | 20.2 (68.4)     | 21.3 (70.3)     | 17.1 (62.8)     | 10.7 (51.3)     | 4.2 (39.6)      | −1.9 (28.6)     | 8.3 (46.9)      |
| 일평균 최저 기온 °C (°F)                                     | −7.9 (17.8)     | −7.8 (18.0)     | −4.1 (24.6)     | 1.2 (34.2)      | 6.7 (44.1)      | 11.3 (52.3)     | 15.9 (60.6)     | 17.0 (62.6)     | 12.2 (54.0)     | 5.5 (41.9)      | 0.0 (32.0)      | −5.6 (21.9)     | 3.7 (38.7)      |
| 역대 최저 기온 °C (°F)                                       | −20.4 (−4.7)    | −21.5 (−6.7)    | −16.9 (1.6)     | −7.0 (19.4)     | −1.7 (28.9)     | 1.7 (35.1)      | 6.5 (43.7)      | 8.5 (47.3)      | 3.0 (37.4)      | −2.7 (27.1)     | −12.2 (10.0)    | −15.7 (3.7)     | −21.5 (−6.7)    |
| 평균 강수량 mm (인치)                                        | 124.5 (4.90)    | 100.5 (3.96)    | 83.9 (3.30)     | 65.1 (2.56)     | 63.6 (2.50)     | 51.4 (2.02)     | 102.5 (4.04)    | 129.4 (5.09)    | 153.5 (6.04)    | 138.4 (5.45)    | 161.8 (6.37)    | 150.6 (5.93)    | 1,325.2 (52.17) |
| 평균 강설량 cm (인치)                                        | 248 (98)        | 199 (78)        | 133 (52)        | 20 (7.9)        | 0 (0)           | 0 (0)           | 0 (0)           | 0 (0)           | 0 (0)           | 0 (0)           | 48 (19)         | 216 (85)        | 865 (341)       |
| 평균 강수일수 (≥ 1.0 mm)                                     | 22.7            | 19.3            | 16.3            | 11.6            | 10.2            | 7.4             | 8.7             | 10.2            | 12.6            | 15.1            | 18.9            | 22.3            | 175.3           |
| 평균 강설일수 (≥ 3 cm)                                       | 24.0            | 19.8            | 16.0            | 3.3             | 0               | 0               | 0               | 0               | 0               | 0               | 4.9             | 20.9            | 88.9            |
| 평균 월간 일조시간                                           | 42.1            | 54.0            | 115.9           | 177.4           | 204.7           | 173.9           | 165.5           | 172.1           | 165.9           | 132.6           | 66.5            | 37.4            | 1,508.1         |
| 출처: 일본 기상청 (평년값: 1991년~2020년, 극값: 1977년~현재) |                 |                 |                 |                 |                 |                 |                 |                 |                 |                 |                 |                 |                 |

## 교통

### 철도
- 홋카이도 여객철도 하코다테 본선

### 도로
- 국도 5호선
- 국도 229호선(일본어판)